# Coronilla de la Divina Misericordia

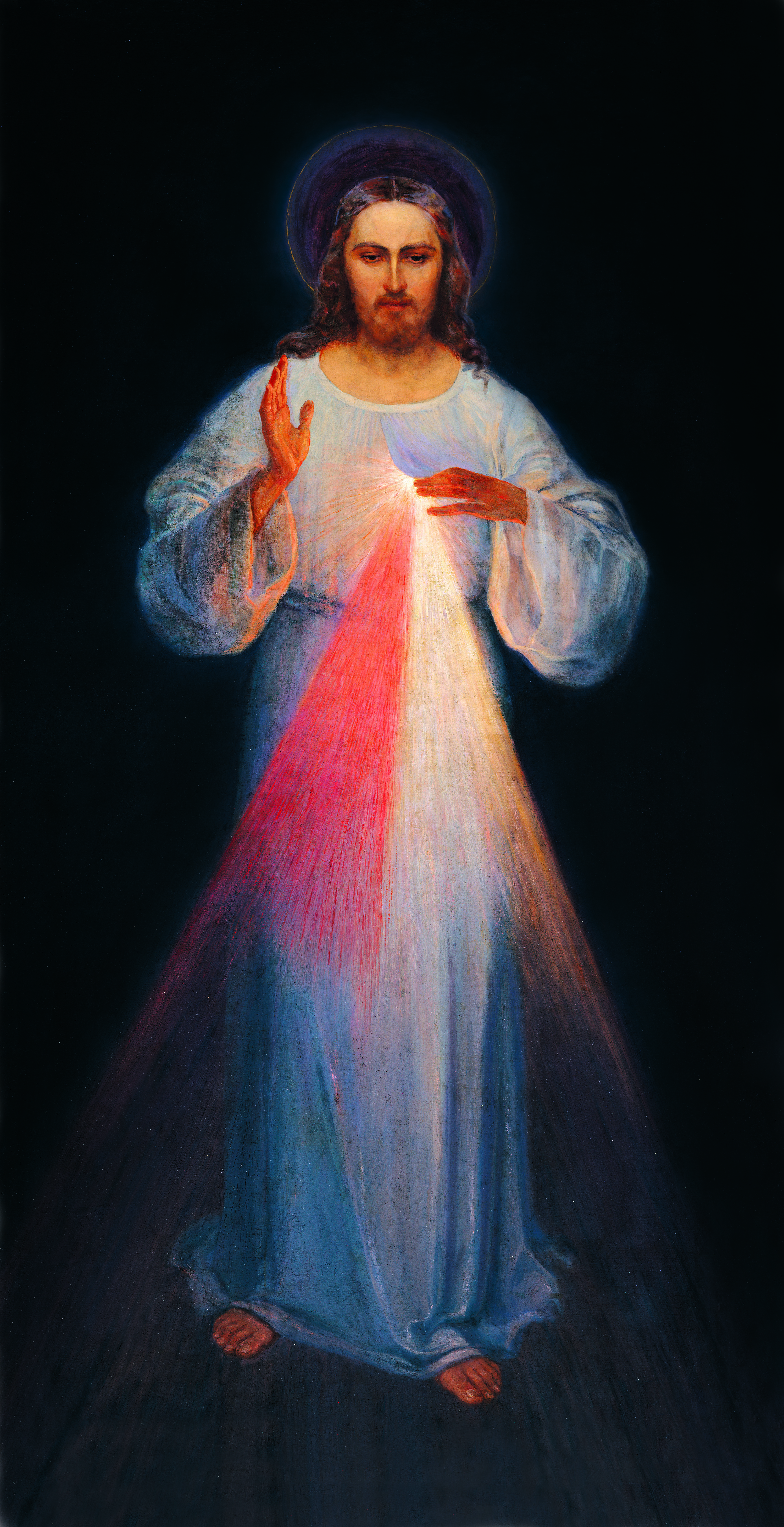
Primera imagen/cuadro de Jesús de la Misericordia que se mandó pintar por Santa Faustina Kowalska (1934).

La Coronilla de la Divina Misericordia es una devoción cristiana a la Divina Misericordia, basada en las apariciones cristológicas de Jesús reportadas por Santa María Faustina Kowalska (1905–1938), conocida como la «Apóstol de la Misericordia», una religiosa polaca de la Congregación de las Hermanas de Nuestra Señora de la Misericordia y canonizada como santa por la Iglesia católica en el año 2000. Es una devoción reciente en la Iglesia Católica unida especialmente a la Misericordia de Dios
Jesús se le revela a Santa Faustina el 14 de septiembre, día de la exaltación de la Santa Cruz, para enseñarle la Coronilla de la Divina Misericordia. Kowalska afirmó que recibió la oración a través de visiones y conversaciones con Jesús, quien hizo promesas específicas para quien hiciera estas oraciones. La biografía de la santa en el Vaticano cita algunas de estas conversaciones.
Consiste en una coronilla, un conjunto de  oraciones comúnmente rezadas con ayuda de un rosario, pero puede hacerse fácilmente sin él por su simplicidad (aunque se recomienda ayudarse de él). La devoción también se usa en la iglesia anglicana,  para lo que se usa un rosario anglicano. La coronilla puede también recitarse sin usar el rosario, usualmente contando las oraciones con los dedos, y puede ir acompañada de una veneración de la imagen de la Divina Misericordia.

## Promesa de la Coronilla de la Divina Misericordia

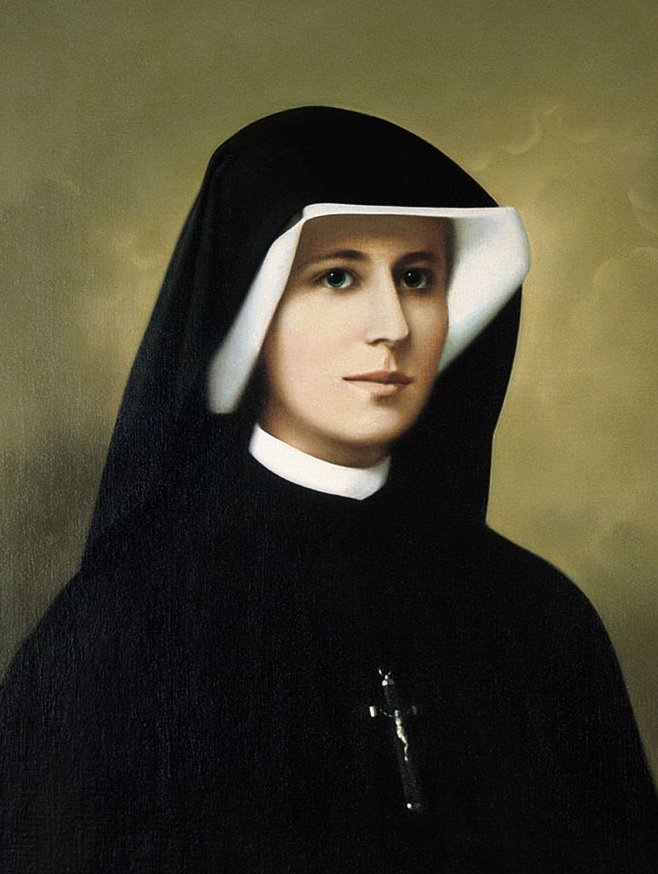
Santa Faustina Kowalska.

La devoción como hoy es conocida llegó a través de Santa Faustina Kowalska, conocida como «Apóstol de la Misericordia». Santa Faustina escribió en su diario unas promesas de Jesús en relación con la «coronilla». Jesús le dijo que a quien la rezase, la misericordia le protegería en la vida y se le otorgaría inmensas gracias; y que fuera recomendada como última tabla de salvación:

Reza incesantemente esta coronilla... quien quiera que la rece recibirá gran misericordia a la hora de la muerte. Los sacerdotes se la recomendarán a los pecadores como última tabla de salvación. Hasta el pecador más empedernido, si reza esta coronilla una sola vez, recibirá gracias de mi misericordia infinita.

Otorgaré inmensas gracias a las almas que recen esta coronilla.

A las almas que recen esta coronilla mi misericordia las envolverá en la vida. y especialmente en la hora de la muerte.

A quienes recen esta coronilla, Me complazco en darles lo que Me pidan. [...] Cuando recen esta coronilla junto a los moribundos, me pondré entre el Padre y el alma agonizante no como justo Juez, sino como misericordioso Salvador.
Faustina Kowalska, Diario.

## La Coronilla de la Divina Misericordia

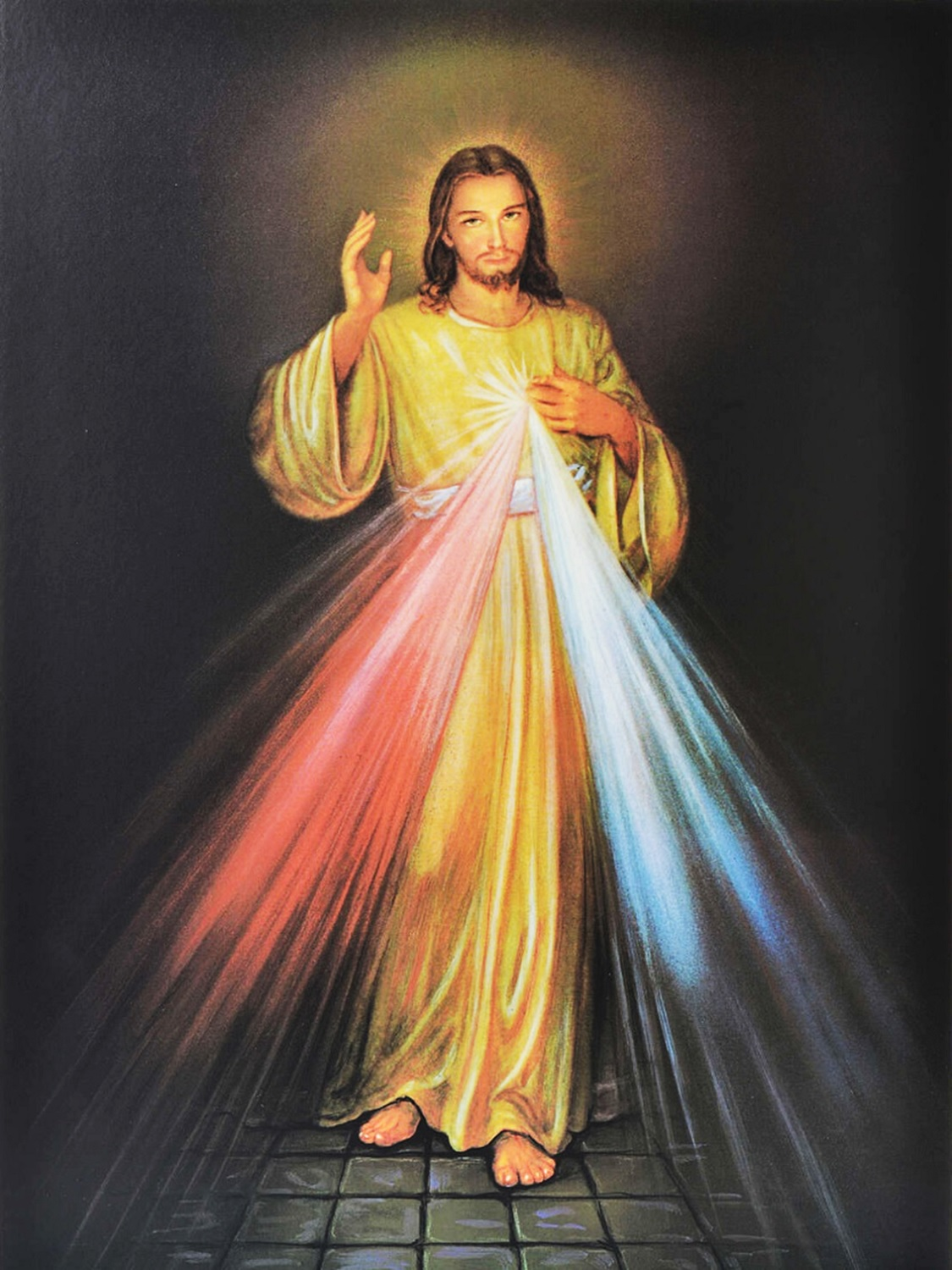
Jesús, en Ti confío. La imagen de la Divina Misericordia que se quedó más conocida en todo el mundo.

### Al comenzar
Por la Señal de la Santa Cruz...
Oración introductoria
Expiraste, Jesús; pero la fuente de vida brotó para las almas, y el mar de misericordia se abrió para el mundo entero. ¡Oh, fuente de vida, insondable misericordia divina!, abarca el mundo entero y derrámate sobre nosotros.
Luego, se dice tres veces:
¡Oh, sangre y agua que brotaste del Sagrado Corazón de Jesús, como una fuente de misericordia para nosotros, en Ti confío!
Padrenuestro, Ave María y Credo (símbolo de los apóstoles o Credo de los apóstoles).

### Las cinco oraciones
Director: 

"Padre Eterno, yo Te ofrezco el Cuerpo y Sangre, el Alma y la Divinidad de Tu Amadísimo Hijo, Nuestro Señor Jesucristo," Todos: "como propiciación de nuestros pecados y los del mundo entero."

Después, se repite 10 veces, una por cada cuenta pequeña:Director: 

Por Su dolorosa Pasión

Todos: 

Ten misericordia de nosotros y del mundo entero

Al final se repite tres veces.Director: 

Santo Dios, Santo fuerte, Santo inmortal

Todos: 

Ten misericordia de nosotros y del mundo entero

Esta decena es una parte de las cinco. Se rezan las otras cuatro decenas, de igual forma que la primera, hasta completar las 5 oraciones o frases.

### Finalización
¡Oh, Dios eterno!, en quien la Misericordia es infinita y el tesoro de compasión inagotable. Vuelve a nosotros Tu mirada bondadosa, y aumenta Tu Misericordia en nosotros. Para que, en momentos difíciles, no nos desesperemos ni nos desalentemos; sino que, con gran confianza, nos sometamos a Tu Santa Voluntad, que es el Amor y la Misericordia misma. Amén.

## Letanía de la Misericordia Divina
Director./ Misericordia Divina, que brota del seno del Padre.  'Todos./ yo Confío en Ti. 
D./ Misericordia Divina, supremo atributo de Dios.                     T/. Yo Confío en Ti.
D./ Misericordia Divina, misterio incomprensible.                      T/. Yo Confío en Ti .
D./ Misericordia Divina, fuente que brota del misterio de la Santísima Trinidad. T/. Yo confío en Ti.
D./ Misericordia Divina, insondable para todo entendimiento humano o angélico. T/. Yo confío en Ti.
D./ Misericordia Divina, de donde brotan toda Vida y Felicidad. T/. Yo confío en Ti.
D./ Misericordia Divina, más sublime que los Cielos. T/. Yo confío en Ti.
D./ Misericordia Divina, fuente de milagros y maravillas. T/. Yo confío en Ti.
D./ Misericordia Divina, que abarca todo el universo. T/. Yo confío en Ti.
D./ Misericordia Divina, que baja al mundo en la Persona del Verbo Encarnado. T/. Yo confío en Ti.
D./ Misericordia Divina, que manó de la herida abierta en el Corazón del Señor Jesucristo. T/. Yo confío en Ti.
D./ Misericordia Divina, insondable en la Institución de la Sagrada Eucaristía. T/. Yo confío en Ti.
D./ Misericordia Divina, que fundaste la Santa Iglesia. T/. Yo confío en Ti.
D./ Misericordia Divina, presente en el Santo Sacramento del Bautismo. T/. Yo confío en Ti.
D./ Misericordia Divina, que nos justificas por los méritos de Jesucristo. T/. Yo confío en Ti.
D./ Misericordia Divina, que nos acompañas a lo largo de toda la vida. T/. Yo confío en Ti.
D./ Misericordia Divina, que nos abraza especialmente en la hora de la muerte. T/. Yo confío en Ti.
D./ Misericordia Divina, que nos otorga la vida inmortal. T/. Yo confío en Ti.
D./ Misericordia Divina, que nos acompaña en cada momento de nuestra Vida. T/. Yo confío en Ti.
D./ Misericordia Divina, que nos protege del fuego del Infierno. T/. Yo confío en Ti.
D./ Misericordia Divina, en la conversión de los pecadores empedernidos.T/. Yo confío en Ti.
D./ Misericordia Divina, asombro para los ángeles e incomprensible para los santos. T/. Yo confío en Ti.
D./ Misericordia Divina, insondable en todos los misterios de Dios. T/. Yo confío en Ti.
D./ Misericordia Divina, que nos rescata de toda miseria. T/. Yo confío en Ti.
D./ Misericordia Divina, fuente de nuestra felicidad y gozo. T/. Yo confío en Ti.
D./ Misericordia Divina, que de la nada nos diste la existencia. T/. Yo confío en Ti.
D./ Misericordia Divina, que abarca todas las obras de tus manos. T/. Yo confío en Ti.
D./ Misericordia Divina, que presides toda la obra de Dios. T/. Yo confío en Ti.
D./ Misericordia Divina, en la que todos estamos inmersos. T/. Yo confío en Ti.
D./ Misericordia Divina, dulce consuelo para los corazones angustiados. T/. Yo confío en Ti.
D./ Misericordia Divina, única esperanza de las almas desesperadas. T/. Yo confío en Ti.
D./ Misericordia Divina, remanso de corazones y paz ante el temor. T/. Yo confío en Ti.
D./ Misericordia Divina, gozo y éxtasis de las almas santas. T/. Yo confío en Ti.
D./ Misericordia Divina, que infundes esperanza, cuando perdemos la esperanza. T/. Yo confío en Ti.

### Oración final
¡Oh, Dios eterno!, en quien la Misericordia es infinita y el tesoro de compasión inagotable; vuelve a nosotros Tu mirada bondadosa, y aumenta Tu Misericordia en nosotros, para que en momentos difíciles, no nos desesperemos ni nos desalentemos, sino que, con gran confianza en Ti, nos sometamos a Tu Santa Voluntad, que es el Amor y la Misericordia mismos. Amén.
Oh, incomprensible e impenetrable Misericordia de Dios. ¿Quién puede glorificarte y adorarte dignamente?
Oh, Supremo atributo de Dios Todopoderoso, Tú eres la dulce esperanza del pecador.
Amén. (II,295-297).

## Jaculatorias
Jesús comunicó unas jaculatorias relacionadas con la coronilla a santa Faustina para que fuesen pronunciadas frecuentemente:

Oh, Sangre y Agua que brotaste del Corazón de Jesús, como una fuente de misericordia para nosotros, en Ti confío.

Jesús, en ti creo, en ti confío.